# Gerrit Rietveld

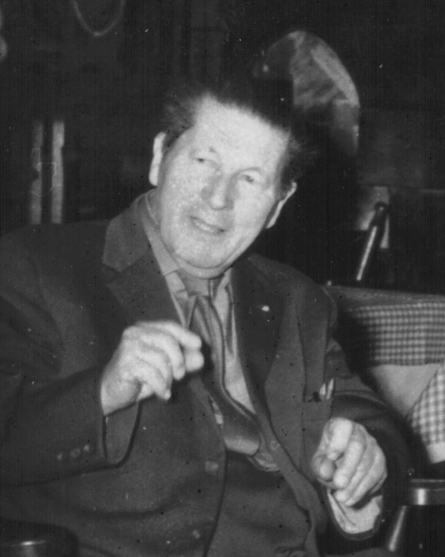
Gerrit Thomas Rietveld, 1962

Gerrit Thomas Rietveld [ˈɣɛrɪt ˈtoːmɑs ˈritfɛlt] (* 24. Juni 1888 in Utrecht; † 25. Juni 1964 in Utrecht) war ein niederländischer Architekt und Designer. Bekannt wurde er durch seine Beteiligung an der Künstlergruppe De Stijl.

## Leben und Werk
Rietveld war als Schreinermeister zunächst im Familienbetrieb tätig. Sein architektonisches Wissen erarbeitete er sich in Abendkursen.
Gerrit Thomas Rietveld entwickelte sich vom Schreinermeister zu einem der bedeutendsten Architekten und Designer der De-Stijl-Gruppe. Zu seinen Lehrmeistern zählte der Goldschmiedekünstler Carel Begeer. Die Künstlergruppe De Stijl formierte sich um eine gleichnamige niederländische Zeitschrift für Bildende Kunst, die von Theo van Doesburg herausgegeben wurde und zwischen 1917 und 1932 erschien. Einflussreich war Rietveld vor allem durch das Rietveld-Schröder-Haus in Utrecht (mit Truus Schröder-Schräder) und den Rot-Blauen-Stuhl. Auch am Bauhaus wurden seine Ideen aufgegriffen.
Wesentliche Merkmale seiner unter dem Einfluss von De Stijl entstandenen Werke sind die strenge Geometrie sowie die Reduktion der Farbgebung auf die Primärfarben Gelb, Rot und Blau. Sie stellen den Versuch dar, Bildende Kunst, Design und Architektur zusammenzuführen, was bis zu einem gewissen Grade zu einer gattungssprengenden Ästhetik führte.

## Werke

### Der rotblaue Stuhl

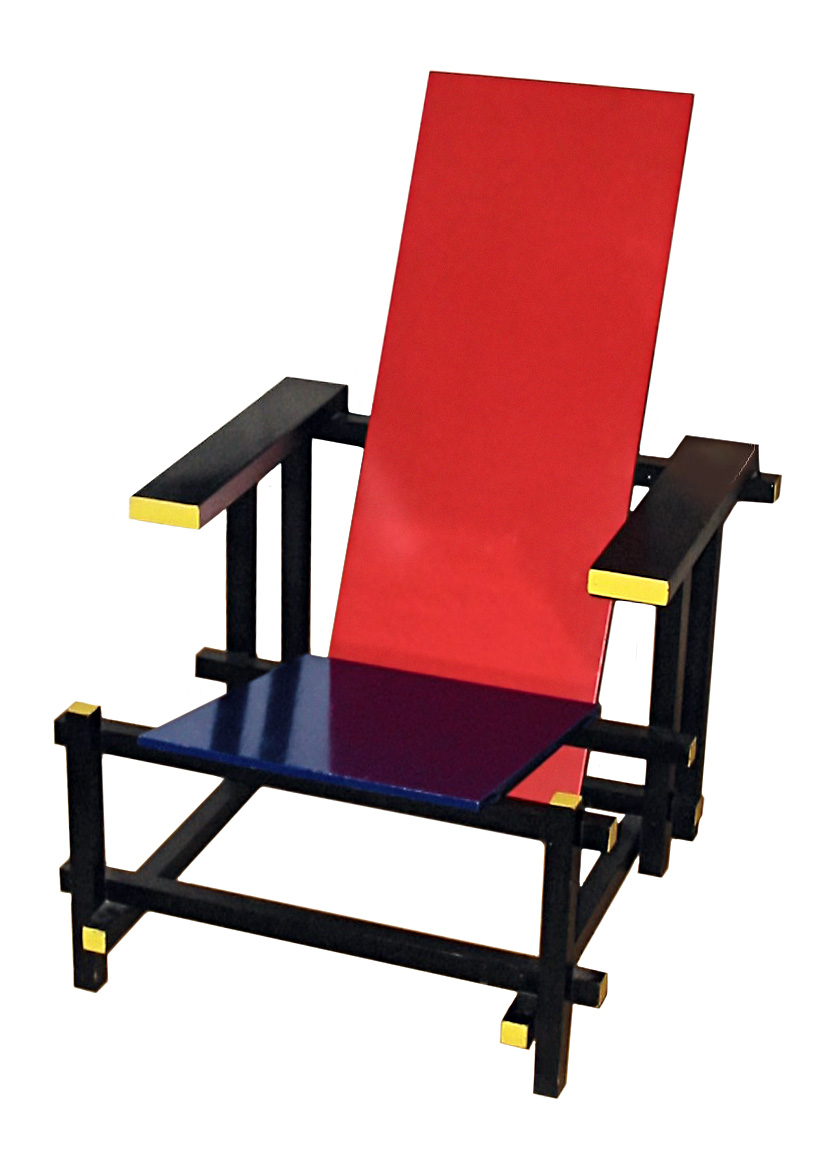
Stuhl

Den rotblauen Stuhl in seiner Grundform entwickelte Rietveld 1917 und baute ihn 1918 in einer ersten Ausführung mit Seitenteilen unter den Armlehnen und ohne farbige Fassung. 1919 veröffentlichte Rietveld eine Abbildung dieses Stuhls in der Zeitschrift De Stijl. Erst 1923 erhielt der Stuhl seine charakteristische Farbgebung in den Primärfarben (Rot, Blau, Gelb) und Schwarz, wobei auch nach 1923 noch andere Farbkonzepte – sogar farblose – auf Fotografien zu sehen sind. Die heutzutage bekannte, von Cassina S.p.A. hergestellte Re-Edition des Stuhls ist eine von zahlreichen Versionen.
Der Stuhl besteht aus 13 Vierkanthölzern und zwei Latten aus Buche. Die Sitzfläche und die Rückenlehne bestehen aus Schichtholz. Dies begünstigt eine industrielle Fertigung. Die Einzelteile sind mit Holzdübeln aneinandergeleimt. Die strenge Geometrie und die offene Struktur sollen Form-Raum-Probleme überwinden, dadurch Innenraum spürbar machen. Neben dem Schröder-Haus machte besonders dieser Stuhl Rietveld berühmt.
Seine Stühle wurden auch im Jahr seines Todes auf der documenta III 1964 in Kassel posthum in der Abteilung Industrial Design gezeigt.

### Design
- 1918 Rot-blauer Stuhl (siehe oben)
- 1923 Berliner Stuhl
- 1932 Zickzack-Stuhl
- 1963 Steltman Stuhl

### Architektur

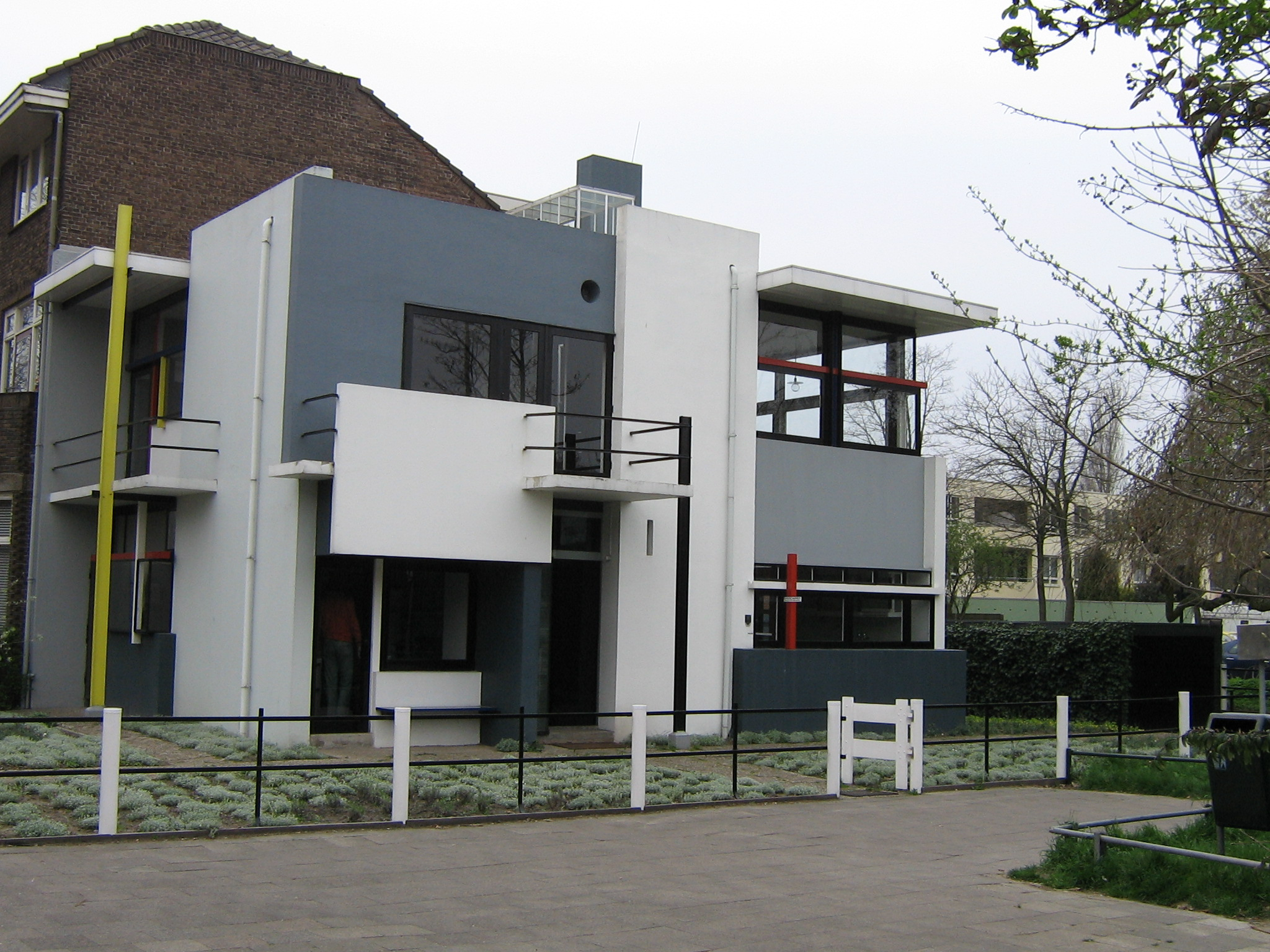
Das Rietveld-Schröder-Haus

- 1921 Präsentationsraum eines Gold- und Silberunternehmens, Kalverstraat 107, Amsterdam (zerstört)
- 1924 Rietveld-Schröder-Haus, Prins Hendriklaan 50, Utrecht
- 1927–28 Waldeck Pyrmontkade 20, Utrecht
- 1929–30: Umbau und Erweiterung des Geschäftshaus Gonsenheimer, Kleve (1944/45 zerstört)[2]
- 1929–30: Umbau des Geschäftshaus Mildenberg, Kleve (1944/45 zerstört)[2]
- 1930–31 Vier Herrenhäuser: Erasmuslaan 5-11, Utrecht
- 1932 Musikschule mit zwei Wohnungen, Zeist
- 1932 Die Häuser Woinovichgasse 14-20 in der Werkbundsiedlung Wien[3]
- 1932 Vier Häuser, Robert Schumannstraat 13-19, Utrecht
- 1933 Villa Hildebrand, Bloemlandseweg 3, Blaricum
- 1934 Vier Häuser, Erasmuslaan 1A/1B/3A/3B, Prins Hendriklaan 64, Utrecht
- 1935 Sommerhaus für Verrijn Stuart, in der Nähe von Utrecht
- 1935–36 Wohnhaus Smedes, Den Dolder bei Zeist
- 1936 Kino Vreeburg, Vredenburg 9–10, Utrecht
- 1938 Umbau des Geschäftes Metz & Co., Keizersgracht, Amsterdam
- 1951 Ferienhäuser für die Mitarbeiter der Superphosphatfabrik „Albatros“ und De Vries Robbé
- 1953–54 Rietveldpavillon für die Biennale in Venedig
- 1954 Pavillon für den Park Sonsbeek in Arnhem, abgebrochen, wieder aufgebaut in Otterlo
- 1953–56 in Zusammenarbeit mit Ter Braak, Van den Berg, Van Grunsven und Prey: Julianasaal der königlich-niederländischen Kongresszentrum Jaarbeurs in Utrecht
- Bushaltestelle in Hof in Bergeijk
- Glocke in Hof in Bergeijk
- 1954–58 Textilfabrik „Weverij de Ploeg“ in Bergeijk
- 1955–56 Haus Visser, Bergeijk (außerhalb), 1968–74 von Aldo van Eyck umgebaut
- 1955–56 Doppelvilla Smedes Bennekom
- 1956–57 Wohnhäuser in Bergeijk und Best
- 1956–57 Häuserblock in Hoograven und Tolsteeg
- 1958 Niederländischer Pavillon für die Weltausstellung in Brüssel
- 1958 Bürogebäude für Schmales Beton, Willemsvaart 21, Zwolle
- 1958–59 Ausstellungsgebäude „De Zonnehof“, Amersfoort
- 1959 Wohnhaus van den Doel, Ilpendam
- 1960 Sommerhaus Kramer in Cadzand-Bad
- 1962–64 Villa van Slobbe, Heerlen
- 1963 Akademiegebäude, Hochschule für Bildende Kunst, Arnhem
- 1965 in Zusammenarbeit mit Joan van Dillen und Johan van Tricht: Versorgungshaus „De Nudehof“ in Wageningen
- 1965 in Zusammenarbeit mit Johan van Tricht: „De Hoeksteen“, Niederländisch-Reformierte Kirche (bis 1984), Uithoorn (öffentliche Bibliothek seit 1985)
- 1967 in Zusammenarbeit mit Joan van Dillen und Johan van Tricht: Gerrit-Rietveld-Akademie, Amsterdam
- 1971 Schule (Rietveld-Gymnasium) in Doetinchem
- 1973 eröffnet, in Zusammenarbeit mit Joan van Dillen und Johan van Tricht: Van-Gogh-Museum in Amsterdam

## Film
- Der Rietveld-Stuhl. Dokumentarfilm, Frankreich 2009, 26 Min., Buch und Regie: Danielle Schirman, Produktion: arte, Lobster Films, Steamboat Films, Centre Pompidou, Reihe: Design, Erstsendung: 1. März 2012 bei arte[4]